# Модернизация компьютера
Модернизация компьютеров заключается в замене отдельных его компонентов. Она производится с целью противодействия моральному устареванию, и противопоставляется полной замене оборудования. Также такую модернизацию также называют «апгрейд» от англ. upgrade. Модернизация PC-совместимых компьютеров облегчается благодаря применяемых в них модульному принципу и открытым стандартам.
Преимущество Модернизации перед регулярной полной заменой оборудования — в том, что оно остаётся в процессе эксплуатации в относительно актуальном состоянии, а затраты на покупку разделяются во времени. Кроме того, некоторые компоненты могут устаревать значительно медленнее других, из-за чего их замена требуется значительно реже. 
С другой стороны, даже если изначально система была собрана в достаточно сбалансированном виде, по мере модернизации регулярно образуются «узкие места», из-за чего какие-то компоненты будут работать на пределе возможностей, а другие — не смогут реализовывать свой потенциал. 
Кроме того, возможны ситуации, когда частичная замена компонентов невозможна или нецелесообразна из-за несовместимости имеющегося оборудования с новыми стандартами.